# Pavel Kašpařík
Pavel Kašpařík (* 11. ledna 1979, Písek) je bývalý český hokejový útočník. Je odchovancem IHC Písek. Největší část své extraligové kariéry strávil ve Spartě a v Liberci. Jeho dalšími působišti byly Havířov, Zlín, Karlovy Vary, HC Mountfield České Budějovice a HC Škoda Plzeň. Naposledy nastupoval za prvoligovou Slavii Praha v sezóně 2015/16. Hrál rovněž za českou hokejovou reprezentaci. Je trojnásobným mistrem české extraligy.

## Hráčská kariéra
S hokejem začínal v rodném Písku a v místním IHC setrval až do svých dvaadvaceti let, kdy přestoupil do Sparty, kterou tehdy upřednostnil před HC České Budějovice. V dresu pražské Sparty nastoupil ke svému prvnímu prvoligovému zápasu v 6. kole ročníku 1999/2000, jeden zápas odehrál také za Havířov v rámci měsíčního hostování. A v závěru sezóny hostoval v mateřském Písku a nebyl tak přímým účastníkem zisku mistrovského titulu. V úvodu následující sezóny hostoval v karlovarské Becherovce, ale v půlce sezóny se do Sparty vrátil a zahrál si ve finále play-off, ve kterém Sparta podlehla Vsetínu.
V sezóně 2001/2002 si Kašpařík se Spartou účast ve finále zopakoval a v duelu s Vítkovicemi v rozhodujícím utkání vstřelil vítězný gól. Začátek následující sezóny se však obhájci titulu příliš nevydařil, trenéra Václava Sýkoru proto vystřídal Alois Hadamczik a Kašpařík patřil k hráčům, kteří se do sestavy nevešli. A tak v půlce sezóny odešel do týmu ligového nováčka z Liberce. Po roce a půl se do Sparty vrátil. V sezóně 2004/2005 však Sparta posílená hvězdami ze zámořské NHL v čele s Petrem Nedvědem, vypadla již ve čtvrtfinále. V následující sezóně byl Kašpařík dlouho vyřazen ze hry kvůli vleklým problémům s kolenem, naskočil až v závěru sezóny a spolehlivými výkony přispěl k třetímu titulu Sparty v samostatné české extralize. Přesto na něj Sparta neuplatnila opci a tak Kašpařík přestoupil na jednu sezónu do Zlína. V novém prostředí se zpočátku trápil – na první gól čekal až do 19. kola, ovšem postupně se rozehrál a vydařenou sezónu ukončila až porážka od Sparty ve čtvrtfinále.
I když měl Zlín o něj nadále zájem, z osobních důvodů (aby byl blíž přítelkyni pracující v Praze) se rozhodl v dubnu 2007 podepsat dvouletou smlouvu s roční opcí s libereckými Bílými tygry. V sezóně 2007/2008 zažil Kašpařík velký úspěch – díky stabilní formě a silovému pojetí hry jej trenér Alois Hadamczik v lednu 2008 nominoval na LG Hockey Games 2008 – ve třech utkáních, které za českou reprezentaci na turnaji odehrál, si připsal dvě branky. V extralize jeho tým svedl čtvrtfinálový pavouk opět dohromady se Spartou, po jejímž vyřazení zastavila liberecké před finálovámi branami Slavia až v rozhodujícím sedmém semifinálovém utkání. Kvůli zranění ruky musel na konci sezóny Kašpařík oželet i pozvánku na sraz před mistrovstvím světa. V sezóně 2008/2009 vyhrál kanadské bodování klubu, kterému se však příliš nedařilo a nepřešel přes předkolo play–off. Před šampionátem ve Švýcarsku byl Kašpařík nominován do přípravného kempu, zahrál si přátelská utkání proti Slovensku, do konečné nominace pro Mistrovství světa se ale nedostal. Za Liberec hrál i v další sezóně, před semifinálovou sérií s Pardubicemi dostal ale od vedení klubu dost nečekaný vyhazov za vyjednávání s jinými kluby ohledně svého budoucího angažmá. Poté podepsal 1. května 2010 smlouvu s Českými Budějovicemi. Při své druhé sezóně svého budějovického angažmá se s 19 vstřelenými góly stal nejlepším střelcem mužstva. V sezóně 2012/13 jej vedení Mountfieldu po sedmi odehraných zápasech vyřadilo z týmu, neboť s ním nový trenér Peter Draisaitl nepočítal. a Kašpařík zamířil za dalším extraligovým angažmá do Plzně.

### Klubové statistiky
| 1996/1997  | IHC Písek               | 1. liga         | 1   | 0   | 0   | 0   |    | —  | —  | —  | —  | — |
| 1997/1998  | IHC Písek               | 1. liga         | 15  | 3   | 0   | 3   |    | —  | —  | —  | —  | — |
| 1998/1999  | IHC Písek               | 1. liga         | 51  | 20  | 23  | 43  |    | 1  | 0  | 0  | 0  |   |
| 1999/2000  | HC Sparta Praha         | Česká extraliga | 22  | 1   | 1   | 2   |    | —  | —  | —  | —  | — |
| 1999/2000  | HC Femax Havířov        | Česká extraliga | 1   | 0   | 0   | 0   |    | —  | —  | —  | —  | — |
| 1999/2000  | IHC Písek               | 1. liga         | 24  | 6   | 9   | 15  |    | —  | —  | —  | —  | — |
| 2000/2001  | HC Energie Karlovy Vary | Česká extraliga | 29  | 1   | 2   | 3   |    | —  | —  | —  | —  | — |
| 2000/2001  | HC Sparta Praha         | Česká extraliga | 19  | 5   | 1   | 6   |    | 13 | 2  | 0  | 2  |   |
| 2001/2002  | HC Sparta Praha         | Česká extraliga | 50  | 14  | 11  | 25  |    | 13 | 2  | 0  | 2  |   |
| 2002/2003  | HC Sparta Praha         | Česká extraliga | 21  | 0   | 4   | 4   |    | —  | —  | —  | —  | — |
| 2002/2003  | Bílí Tygři Liberec      | Česká extraliga | 29  | 7   | 9   | 16  |    | —  | —  | —  | —  | — |
| 2003/2004  | Bílí Tygři Liberec      | Česká extraliga | 52  | 12  | 16  | 28  |    | —  | —  | —  | —  | — |
| 2004/2005  | HC Sparta Praha         | Česká extraliga | 46  | 4   | 8   | 12  |    | 5  | 0  | 0  | 0  |   |
| 2005/2006  | HC Sparta Praha         | Česká extraliga | 15  | 1   | 3   | 4   |    | 17 | 1  | 1  | 2  |   |
| 2006/2007  | HC Hamé Zlín            | Česká extraliga | 52  | 12  | 8   | 20  |    | 5  | 2  | 0  | 2  |   |
| 2007/2008  | Bílí Tygři Liberec      | Česká extraliga | 52  | 8   | 8   | 16  |    | 11 | 1  | 3  | 4  |   |
| 2008/2009  | Bílí Tygři Liberec      | Česká extraliga | 50  | 16  | 23  | 39  |    | 3  | 2  | 0  | 2  |   |
| 2009/2010  | Bílí Tygři Liberec      | Česká extraliga | 43  | 10  | 11  | 21  |    | 11 | 3  | 6  | 9  |   |
| 2010/2011  | HC Mountfield           | Česká extraliga | 52  | 12  | 17  | 29  |    | 6  | 3  | 2  | 5  |   |
| 2011/2012  | HC Mountfield           | Česká extraliga | 52  | 17  | 18  | 35  | 32 | 5  | 2  | 1  | 3  | 6 |
| 2012/2013  | HC Mountfield           | Česká extraliga | 7   | 1   | 1   | 2   | 2  |    |    |    |    |   |
| ELH celkem | ELH celkem              | ELH celkem      | 591 | 120 | 141 | 261 |    | 89 | 18 | 13 | 31 |   |

### Reprezentační statistiky
| Sezóna                    | Tým                       | Účast na turnajích         |   | Z | G | A | B | TM |
| ------------------------- | ------------------------- | -------------------------- | - | - | - | - | - | -- |
| 2007/08                   | Česko                     | LG Hockey Games 2008       | 3 | 2 |   |   |   |    |
| 2008/09                   | Česko                     | –                          | 2 | 0 |   |   |   |    |
| 2011/12                   | Česko                     | Euro Hockey Challenge 2012 | 2 | 1 | 1 | 2 |   |    |
| Česká reprezentace celkem | Česká reprezentace celkem | Česká reprezentace celkem  | 7 | 3 |   |   |   |    |